# Cytherea (geslacht)
Cytherea is een vliegengeslacht uit de familie van de wolzwevers (Bombyliidae). De wetenschappelijke naam van het geslacht werd voor het eerst geldig gepubliceerd in 1794 door Fabricius.

## Soorten
- C. aurea Fabricius, 1794
- C. brevirostris (Olivier, 1811)
- C. infuscata (Meigen, 1820)
- C. obscura Fabricius, 1794